# Szalay Gyula (iskolaigazgató)
Zalaegerszegi Szalay Gyula (Nagykőrös, 1855. április 12. – Nagykőrös, 1911. december 10.) református főgimnáziumi igazgató.

## Élete
Nagykőrösön végezte a középiskolát, majd a budapesti egyetemen állami ösztöndijjal befejezte hároméves bölcsészeti tanfolyamát. 1880-ban a klasszika-filolőgia tanára lett a nagykőrösi főgimnáziumban, amely tanszakból 1882-ben tanári oklevelet szerzett. Majd az 1902. évben a gimnázium igazgatójának választották és úgy ezen, mint tanári hivatását páratlan munkaszeretettel töltötte be egészen haláláig. Szaktárgyain kivül dijtalanul, különös lelkesedéssel tanitotta a francia nyelvet az ifjúságnak. Rendezte a régiség- és éremtárat. Részt vett a magyarországi tanárokkal együtt a görögországi tanulmányúton 1893-ban. Társadalmi téren is tevékeny buzgóságot fejtett ki mint egyházkerületi képviselő, református egyháztanácsos, városi képviselő, a jótékony nőegylet főtitkára.